# Українські пілоти УВВ в Люфтваффе
Пілоти УВВ   — це українці, які служили в Українському Визвольному Військові під час Другої світової війни на боці Німеччини. Окрім пілотів, УВВ мало свої формації при Люфтваффе з охорони аеродромів, інженерні частини, де також служили українці.

## Основні відомості
Під час Другої світової війни тисячі українців воювали на боці ВПС Німеччини як бойові пілоти, як зенітна обслуга, інженери, техніки, в піхотних підрозділах охорони аеродромів і казарм тощо. Деякі з українців були при ЗС КОНР (Комитет Освобождения Народов России) ген. Власова. Проте більшість українських пілотів УВВ було зосереджено у Східній ескадрі генерала Генріха Ашенбреннера і кількох розрізнених авіаційних групах. Восени 1944 року пілоти-офіцери УВВ написали листа Герману Герінгу з проханням сформувати повноцінні українські ВПС, аргументуючи тим, що частини УВВ вже давно служать при Люфтваффе, але це прохання не було розглянуто з огляду на кінець війни. Окрім пілотів УВВ, багато українців було пілотами і служило в формаціях власне Люфтваффе (в обслузі), один із пілотів — Роберт Олейник — став експертом (асом).

## Формування Військово-повітряних сил УВВ
Після оголошення війни Радянському Союзові Третій Райх надав можливість бути його політичними союзниками лише державним народам. У результаті цього на Східний фронт свої дивізії спрямували створені за допомогою Німеччини Словацька і Хорватська держави, а також Італія, Угорщина, Румунія і Фінляндія. Німецькі установи також використовували людей різних національностей, зарахованих нацистськими експертами до нордичного типу арійської раси (зокрема, германських). Хоча деякі із них і воювали проти Райху, німецькі інстанції залучали їх до роботи під приводом того, що війна на Сході — це війна проти азійського більшовизму. Так було сформовано скандинавські, фламандські й голландські — а з часом і негерманський валлонський, іспанський і французький добровольчі легіони, деякі із них переросли у дивізії Ваффен-СС. Українців же залучали до Вермахту або особисто, або у складі невеличких добровольчих формувань.

З початком війни проти СРСР багато німецьких спеціалістів було переконано, що успішність воєнних дій Райху тісно пов'язана із його гнучкою політикою на майбутніх окупованих східних територіях. Призупинення натиску Німеччини на Схід переконало багатьох німецьких політиків (зокрема, А. Розенберга, О. Вехтера тощо) у тому, що
...радянську систему можливо розбити лише тоді, коли їхню країну підтримуватиме більшість мешканців Східної Європи... Перемогу над СРСР вони вважали можливою лише за умови співробітництва з поневоленими Радянським Союзом народами, які самі боролися б за свою волю.
Такі аргументи наводили на думку відмовитися (принаймні зовні) від уже визначених колоніальних планів захоплених уже земель і сприяти організації політичних центрів і національних армій місцевих мешканців; причому окремо брали до уваги використати у війні проти СРСР українців, дуже незадоволених сталінським режимом. Найпослідовнішими речниками такої зміни німецької політики виступало командування сухопутних військ Німеччини на Сході. Їхніми однодумцями були керівники управлінь і співробітники очолюваного А. Розенбергом райхміністерства окупованих східних територій. Уже восени 1942 року його працівники розробили кілька варіантів корекції східної політики Німеччини і підтримали кілька ініціатив німецьких військових кіл, спрямовану на створення при Вермахті військових утворень із «мешканців східних територій».